# Fritz Edtmeier
Fritz Edtmeier (* 25. Oktober 1925 in Gmunden; † 26. November 1982) war ein österreichischer Humorist. Sein Spruch Kennst di aus! war sein Markenzeichen und teilweise sein Spitzname.

## Leben
Fritz Edtmeier wurde am 25. Oktober 1925 in Gmunden am Traunsee geboren und wurde Ende der 1950er-Jahre durch Soloauftritte zum Humorist. Bald schon erhielt er zahlreiche Einladungen als Conférencier. In seinen alltagsnahen „Stegreif–G’schichten“ glossierte er hauptsächlich aktuelle Begebenheiten, nannte aber niemals die Namen der Beteiligten. Vielmehr ließ er immer, wenn es beim Publikum gerade gefunkt hat, die Worte „Kennst di aus“ fallen. Seinem „Loderbauer“ blieb es vorbehalten, allzu-menschliche Ansichten und Verhaltensweisen aus dem „gemeinen Volk“ augenzwinkernd aufs Korn zu nehmen.
Sein Debüt in der Wiener Stadthalle – gemeinsam mit Heinz Conrads oder Fritz Muliar – war ein durchschlagender Erfolg. So wurde Fritz Edtmeier daraufhin für eine Tournee durch ganz Österreich mit insgesamt 30 Auftritten verpflichtet. Die erste eigene Fernsehsendung des Österreichischen Rundfunks wurde 1962 ausgestrahlt.

## Musik
Auch als Sänger feierte Edtmeier Erfolge. Sein bekanntester Titel heißt „I hab an Bauernkasten“. Gemeinsam mit der Schallplattenfirma Polydor wurden 18 Langspielplatten produziert, für welche Fritz Edtmeier zwei goldene Schallplatten verliehen bekam.
Von 1961 bis 1980 war Edtmeier Conférencier der Kern-Buam aus Gradenberg bei Köflach. Bereits 1961 wurde mit den Kern-Buam die erste gemeinsame Schallplatte produziert.
Sommerliche Gastauftritte mit zündenden Titeln wie „'S Finanzamt brennt“ oder „Alte, geh ziag ma die Schuach aus“, u. a. im Hotel Ebner auf der Halbinsel Maria Wörth (Wörthersee) Mitte der 1970er Jahre, hatten ihn zudem über die Landesgrenzen hinaus bekannt gemacht.

## Tod
Nach einem Herzinfarkt und einem Schlaganfall 1980 stand Fritz Edtmeier noch einmal im Blickpunkt der Öffentlichkeit. Karl Moik überreichte ihm anlässlich des Musikantenstadls aus Gmunden in seinem Haus in Gschwandt die letzte goldene Schallplatte und ein Rückblick über die Karriere Edtmeiers wurde gezeigt. Ein Besuch der Sendung war ihm auf Grund seines Gesundheitszustandes nicht mehr möglich. Am 26. November 1982 starb Fritz Edtmeier im Alter von 57 Jahren. Zu seinem 20. Todestag produzierte der Österreichische Rundfunk eine einstündige In-Memoriam-Show.